# Superbrands
A Superbrands egy díj, amellyel a legjobb márkákat díjazzák. Nagy-Britanniában jött létre 1995-ben. Magyarországon 2004 óta van jelen.

## Története
A Brand Council független szervezet 1995-ben Nagy-Britanniában jött létre, és ma már világszerte közel 90 országban működik. Azon márkákat értékeli, amelyek kiemelkedően  sikeresek, illetve e kivételes eredmények fenntartását biztosítják.

### Magyarországon
Magyarországon 2004-ben indult a nemzetközi Superbrands program, amelynek sikerét jelzi, hogy 2019-ben  a legkiválóbb fogyasztói márkák tizenötödik alkalommal,  a legkiválóbb üzleti márkák tizenkettedik alkalommal részesülnek díjazásban.

## A Superbrands bizottság tagjai[2]

### Business Superbrands Szakértői Bizottság (2017)[3]
- Dr. Babai László (Orvosi és Egészségügyi Vállalkozások Országos Szövetsége)
- Bogdanovics László (Magyar Járműalkatrészgyártók Országos Szövetsége)
- Dr. Csikai Miklós (Árpád-Agrár)
- Földvári Csaba (LFSP Kft.)
- Gyaraky Zoltán (Funkcionális Élelmiszerlánc Terméktanács)
- György Gábor (Ashington Consulting Kft.)
- Dr. Halm Tamás (Magyar Közgazdasági Társaság)
- Iglódi Csató Judit (Országos Kereskedelmi Szövetség)
- Kamasz Melinda (Figyelő)
- Kázmér Judit (Pannon Lapok Társasága Kiadói Kft.)
- Dr. Keresztesi Péter (Napi Gazdaság Kiadó)
- Dr. Körmendy-Ékes Judit (Körmendy-Ékes és Lengyel Ügyvédi Iroda)
- Lőrincze Péter (Vállalkozók és Munkáltatók Országos Szövetsége)
- Mehrli Péter (Magyar Ingatlanszövetség)
- Németh Attila (Enconsult)
- Radetzky Jenő (Fejér Megyei Kereskedelmi és Iparkamara)
- Rónai Balázs (Napi.hu)
- Dr. Salgó István zsűrielnök, (Magyarországi Üzleti Tanács a Fenntartható Fejlődésért)
- Simó György (Day One Capital)
- Széman György (Magyar Termék Nagydíj)
- Dr. Tooth Gedeon (Magyar Marketing Szövetség)
- Dr. Vértes András (GKI Gazdaságkutató Zrt.)